# Destierro

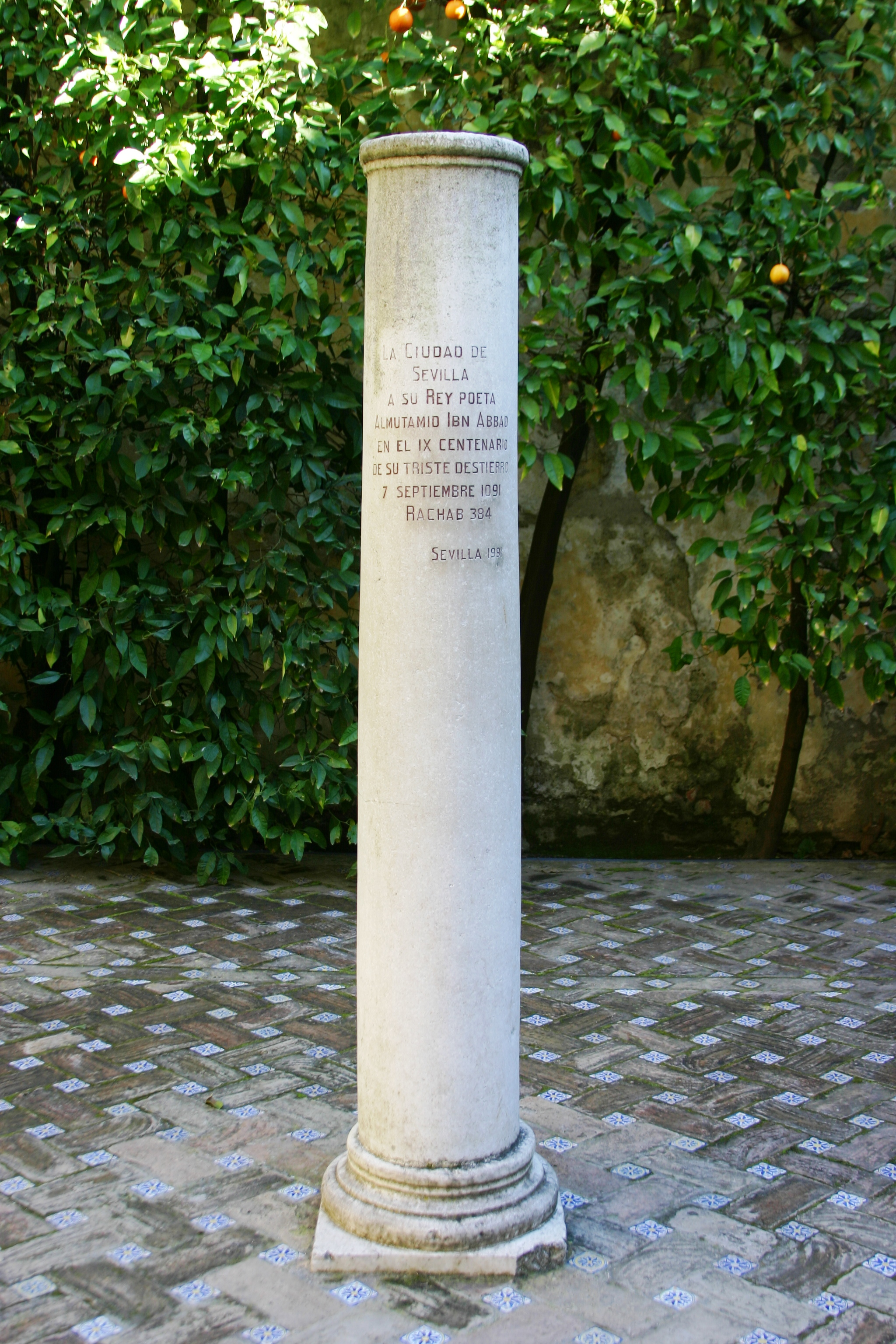
Columna de Al-Mu'tamid, (Jardín de la Galera, Jardines de los Reales Alcázares, Sevilla).

El destierro es un tipo de pena que un Estado puede imponer a una persona por haber cometido un delito o una fechoría. Consiste en expulsar a alguien de un lugar o de un territorio; eso se llama destierro determinado (que normalmente es el territorio hasta donde se extiende la soberanía de quien impone el castigo).
Antiguamente, era una pena muy común y se utilizaba como la pena inmediatamente inferior a la pena de muerte. Lo normal era que el incumplimiento de la pena de destierro se sancionara con la muerte.
En la actualidad la aplicación de esta pena es mucho más difícil. El principal problema es que el país vecino no tiene por qué aceptar al desterrado.
En el Código Penal de Chile, el destierro consiste en la expulsión del penado fuera del territorio de la República, con residencia forzosa en un lugar determinado, mientras que en el Código Penal de Cuba, el destierro implica la prohibición de residir en un lugar determinado o la obligación de permanecer en una localidad determinada.

## Destierros famosos
Luis Colón y Rojas, I duque de Veragua, título de 1556, así como el de Marqués de Jamaica, muerto en el exilio en Orán, ahora en Argelia, en 1573, acusado de poligamia, hermano de Isabel Colón y Rojas, casada (circa 1515) con Jorge de Portugal y Melo (I Conde de Gelves).
Ambos "Colón", Isabel y Luis, procedían del matrimonio de Diego Colón y Moniz Perestrello (n. 1474 isla de Porto Santo, Madeira -posesión portuguesa en el Atlántico- y + Puebla de Montalbán, Toledo, España, febrero 1526) con la conocida como María de Toledo y Rojas, (n. 1490, + 11 de mayo de 1549).